# Ulaka, Velike Lašče
Ulaka je naselje v Občini Velike Lašče. Na Ulaki živi okoli 50 ljudi (2012), ima 16 hiš. V njej sta tudi dve kapelici: ena iz leta 1996 z Žalostno Materjo Božjo in ena na sredini vasi, posvečeno svetemu Jakobu, ki jo je postavil župnik Jakob Gruden, rojen v tem kraju. Od leta 2008 stoji v njej tudi novo znamenje.
Ulaka leži na hribu na nadmorski višini 624 mnm.